# Diogenész Klub

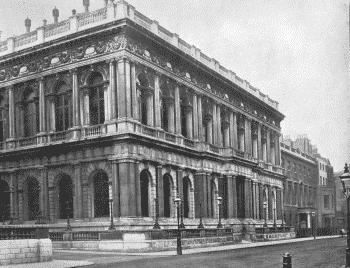
A létező Carlton Klub a Pall Mall-en 1896 körül. Ennek közelébe helyezi valahová az író a Diogenész Klub némileg félreeső bejáratát

A Diogenész Klub (Diogenes Club) Sherlock Holmes-történeteiről ismert Sir Arthur Conan Doyle angol író képzeletbeli, Diogenész ókori görög filozófusról elnevezett úriklubja, amely először Mycroft Holmes révén A görög tolmács (The Adventure of the Greek Interpreter, 1893) című novellájában, majd A Bruce-Partington-tervek elrablása (The Adventure of the Bruce-Partington Plans, 1908) történetében jelent meg.
A klubot az író képzelete a londoni Pall Mall-en a valóságban is létező Carlton Klub (a 94-es számú épület) közelébe, egy félreeső bejárattal rendelkező épületbe helyezte. Philip José Farmer The Other Log of Phileas Fogg (~Phileas Fogg másik naplója) című 1973-ban megjelent regényében azt írta, hogy a Diogenész Klub valójában az Athenaeum Klub a Pall Mall-en, és Doyle egyszerűen megváltoztatta a nevét. Ennek némileg ellentmondani látszik A görög tolmács című novella:
„Beszélgetés közben kijutottunk a Pall Mallre, és a St. James-palota felől végigsétáltunk rajta. Sherlock Holmes a Carlton Klubtól nem messze megállt egy ajtó előtt, csendre intett, és bevezetett az előcsarnokba. Az üvegajtón keresztül beláttam egy fényűzően berendezett nagy terembe, sokan üldögéltek, újságot olvastak benne, mindenki a maga kis kuckójában. Holmes egy kisebb, a Pall Mallre néző szobába vezetett ...” (Sherlock Holmes emlékiratai, A görög tolmács, 146. oldal)
A történetek szerint Mycroft Holmes a klub egyik alapító tagja volt, tagjai pedig visszahúzódó, emberkerülő férfiak lehettek:
„Sok olyan ember van Londonban, aki félénkségből vagy embergyűlöletből kerüli embertársainak társaságát. De azért ők is meg tudják becsülni a kényelmes karosszéket, élvezik a legfrissebb folyóiratokat. Az ő kedvükért alapították a Diogenész Klubot, a város társaságba és klubba végképp nem való embereinek paradicsomát. A tagoknak nem szabad egymásról tudomást venniük. Beszélni semmiféle indokolással sem szabad, csak az idegenek fogadótermében, és ha valaki háromszor vét a szabályok ellen, a bizottság elé kerül, és az ilyen fecsegőt ki lehet zárni a tagok közül. Bátyám a klub egyik alapítója, és az intézménynek az én tapasztalataim szerint is nagyon megnyugtató légköre van.” (Sherlock Holmes emlékiratai, A görög tolmács, 146. oldal)
A klubnak a filmekben feltehetően dramaturgiai okokból névtáblája is van, holott ez a brit úri kluboknál általában nem jellemző. A Holmes és Watson című filmben az épület előtt alacsony kőkorlát látható ami a Pall Mall-en szokásos építészeti elem.
A történetekben illetve a belőlük készült filmekben célozgatások formájában arra utalnak, hogy a klub egyes tagjai a brit titkosszolgálatokhoz, elsősorban a hírszerzéshez kötődnek. Mycroft Holmes inkább a Külügyminisztériumban vagy a kormány mellett tölthet be valamilyen fontos szerepet.

## Filmekben
A görög tolmács című novella feldolgozásaiban:
- Sherlock Holmes kalandjai (The Adventures of Sherlock Holmes, brit bűnügyi televíziós sorozat) 2. évad 2. epizód The Greek Interpreter (1985, rendezte: Alan Grint)
- Sherlock Holmes (címváltozat: Puppet Entertainment Sherlock Holmes, シャーロック ホームズ, japán bábfilm televíziós sorozat, 12 év, 2014) 7. The Adventure of the Dogs' Language Interpreter című részben.

A Bruce-Partington-tervek elrablása című történet feldolgozásaiban:
- Sherlock Holmes magánélete (The Private Life of Sherlock Holmes, brit-amerikai bűnügyi film, 1970, rendezte: Billy Wilder) A film a novella meglehetősen szabad feldolgozása, de egy hosszabb jelenetben szerepel a klub.
- Sherlock Holmes visszatér (The Return of Sherlock Holmes, brit bűnügyi televíziós sorozat) Az ellopott tervrajzok (The Bruce Partington Plans (1988, rendezte: John Gorrie) című epizódban Mycroft is szerepel, de a Diogenész Klubot csak megemlítik.

A Mazarin-gyémánt esete (The Adventure of the Mazarin Stone, 1921) című novella feldolgozásában:
- Sherlock Holmes kalandjai (The Adventures of Sherlock Holmes, brit bűnügyi televíziós sorozat) 1. évad 5. epizód A Mazarin gyémánt (The Mazarin Stone, 1994, rendezte: Peter Hammond)

Lord Cantlemere (James Villiers) Mycroftot (Charles Gray) a Diogenész Klubban keresi fel.

## Más írók, filmrendezők műveiben
A nem a két Sir Arthur Conan Doyle novella feldolgozásaiban, hanem Doyle motívumainak felhasználásával született történetek egy részében a Diogenész Klub a brit hírszerzés fedőszervezeteként jelenik meg.
- Philip José Farmer amerikai sci-fi író Wold Newton Universe sorozatának The Other Log of Phileas Fogg (~Phileas Fogg másik naplója, 1973) című regényében.
- Nicholas Meyer: The Seven-Per-Cent Solution (~A hétszázalékos megoldás, Ballantine Books, New York, 1975) című regényében

és a belőle készült filmben:
- A hétszázalékos megoldás (The Seven-Per-Cent Solution, amerikai-angol krimi, 109 perc, 1976, rendezte: Herbert Ross)
- Szerepel Alan Moore The League of Extraordinary Gentlemen: Black Dossier (~A rendkívüli urak ligája: Fekete Dosszié) című képregényében, a Sherlock Holmes: Case of the Rose Tattoo (~Sherlock Holmes: A rózsa tetoválás esete) című számítógépes játékban, a Dark Horse Comics Predator: Nemesis című képregényében. Továbbá Neil Gaiman Törékeny holmik[10]  (Fragile Things) című novellagyűjteményének Záróra (Closing Time) című elbeszélésében. Valamint az Embalming - The Another Tale of Frankenstein (~Balzsamozás - Frankenstein másik története) című japán mangában, amelyben a klub egyik alapítója a Mycroft játékos változatát, a „Mike Roft” álnevet használja, és megjegyzi, hogy „Ha valakit keresel, az öcsém nagyon jó az ilyesféle dologban”.[11]
- A klub és Mycroft Holmes szerepel Kim Newman Anno Dracula könyvsorozatában (1992-2017) (Anno Dracula című kötet, 1992)) és Diogenes Club novella gyűjtemény könyvsorozatában (2006-2017) (The Man from the Diogenes Club).
- Az én kis családom című BBC sorozat Sitting Targets (2000) című epizódjának utolsó jelenetében Michael Harper (Gabriel Thomson) egy trófeát kapott amiért a Diogenész Klub találkozóján túljárt apja eszén.
- A Diogenes Club szerepel a Ki vagy, doki? (Doctor Who) Virgin New Adventures sorozatában az Andy Lane által írt 1994-es All-Consuming Fire című regényben, egy Doctor Who/Sherlock Holmes keresztpont regényben, amelyben Charles Beauregardra, Kim Newman író karakterére is történt utalás. A Big Finish Productions Bernice Summerfield hangjáték sorozatának The Adventure of the Diogenes Damsel (~A Diogenészes lány kalandja) című epizódja (2008). A történetben Bernice a viktoriánus Londonban találja magát, ahol Mycroft Holmes segítségét kéri.
- Vacuki Nobuhiro (Nobuhiro Watsuki) Embalming (~Balzsamozás) című mangája 3. kötetének 11. fejezetében (2005) szerepel a klub valamint majdnem szó szerint Sherlock Holmes leírása róla (japánra fordítva).
- A Sherlock című BBC tévésorozat A Reichenbach-vízesés című hatodik (2010, S2E3) epizódjában Watson a Diogenész Klubban keresi fel Mycroft Holmest, de két őr kíséri a látogatók szobájába mivel megsértette az általános hallgatásra vonatkozó szabályt. Ezenkívül a klub A szörnyű menyasszony című részben (2016, S4E0) a viktoriánus kori alakjában is szerepelt.
- A klubot megemlítették Guy Ritchie 2011-es Sherlock Holmes 2. – Árnyjáték című filmjében, amikor Watson legénybúcsúja előtt találkoznak Mycrofttal.[12]
- A Sherlock és Watson című 2012-es CBS tévésorozatban Mycroft (Rhys Ifans) vendéglátós, aki a Diogenes nevű nemzetközi ínyenc étteremlánc tulajdonosa.
- A Mindörökké című, az ABC amerikai hálózat 2014-es tévésorozatának 14., Hitler on the Half Shell című epizódjában Dr. Henry Morgan mikor 1812-ben a Diogenész Klubban találkozott barátaival megtudja, hogy a Morgan Trading Company kapcsolatban áll a Nyugat-Indiák rabszolgakereskedelmével.
- A Mr. Holmes című 2015-ös angol-amerikai krimiben az idős Sherlock Holmes 1947-ben gondol vissza az életére. A filmben bátyja és a Diogenész Klub is megjelenik.
- A Holmes és Watson (Holmes & Watson, 12 év, amerikai-kanadai krimi vígjáték, 90 perc, rendezte: Etan Cohen) című 2018-as amerikai-kanadai krimi vígjátékban Holmes és Watson a Diogenész Klubban keresi fel Mycroftot (Hugh Laurie) egy rövid jelenetben.

Névtáblájának felirata: DIOGENES MEN'S CLUB – "A place for geniuses to avoid people like you."

## Egyéb
- A Saturday Morning Breakfast Cereal korábban árult egy pólót, amelyen a „Diogenes Club: better living through omniscience” felirat volt olvasható, de a gyártását azóta beszüntették.
- A dallasi Diogenes Club egy amerikai Sherlock Holmes rajongói egyesület. Összejöveteleiket minden hónap első vasárnapján 13 és 15 óra között tartják.